# Conde da Ânglia Oriental
Conde de Ânglia Oriental era o título dos governadores da região inglesa da Ânglia Oriental durante o século XI. O cargo foi criado por Canuto em 1017 e desapareceu após a participação de Raul de Gael na fracassada Revolta dos Condes em 1075.

## Ancião da Ânglia Oriental
Até 917 Ânglia Oriental era um reino, que desde 870 estava sob controle dinamarquês. Nesse ano, a Ânglia Oriental dinamarquesa submeteu-se ao rei Eduardo, o Velho e a região tornou-se parte da expansão do Reino da Inglaterra. Não está claro quem foi colocado no comando, mas é provável que o ancião Atelfrido do Sudeste da Mércia pode ter recebido autoridade sobre a área recém-restaurada por Eduardo. Ele morreu por volta de 927 e foi sucedido por seu filho, Atelstano, o Meio-Rei, um aristocrata muito poderoso que governou um extenso território e testemunhou inúmeras cartas em 932, e cuja família permaneceu poderosa na área.

## Condes dinamarqueses, ingleses e normandos
Seguindo a conquista de Canuto da Inglaterra, em 1016, no ano seguinte, ele dividiu o reino em algumas regiões administrativas grandes regidas por condes, que seguiram os contornos territoriais dos antigos reinos de Wessex, Mércia, Nortúmbria e Ânglia Oriental, mais ou menos o que tinha existido em meados do século IX. O núcleo do condado da Ânglia Oriental composto por Norfolk e Suffolk, enquanto outros, tais como os condados de Essex, Middlesex e Cambridgeshire, também foram incluídos na mesma, em vários momentos. O primeiro conde de Ânglia Oriental foi Thorkell, o Alto, nomeado em 1017. Thorkell e sua família foram banidos por Canuto em 1021, apenas para serem perdoados novamente em 1023. Seus sucessores imediatos são desconhecidos.
A dinastia inglesa nativa foi restaurada com a ascensão do rei Eduardo, o Confessor em 1042. Durante o seu reinado na Ânglia Oriental, menor do que os outros três condados originais e não contendo a base de poder de qualquer um dos pequenos punhados de famílias que então dominavam a política inglesa, tornou-se uma postagem detida por membros mais jovens de duas destas grandes famílias. Em 1045 o condado estava nas mãos de Haroldo, o segundo filho de Goduíno. Em 1051 Goduíno e seus filhos foram levados para o exílio e seus condados atribuídos a outros; Ânglia Oriental foi para Alfgar, filho de Leofrico, Conde da Mércia. No entanto, em 1052 Goduíno e seus filhos voltaram com força para a Inglaterra e recuperaram suas posições anteriores. Quando Goduíno morreu em 1053 Haroldo foi nomeado conde de Wessex, em seu lugar, e ele foi novamente substituído na Ânglia Oriental por Alfgar. Em 1055 Alfgar foi proscrito e conduzido para o exílio, mas dentro de um ano ele havia recuperado sua antiga posição. Ele também recebeu propriedades maiores em 1057, quando seu pai Leofrico morreu e foi nomeado conde de Márcia em seu lugar. O condado da Ânglia Oriental foi então atribuído a Girto, um dos irmãos mais novos de Haroldo, que o manteve até sua morte na Batalha de Hastings em 1066.
Após a conquista normanda da Inglaterra, Guilherme, o Conquistador nomeou Raul, o Escudeiro, um aristocrata de ascendência bretã nascido em Norfolk, ao condado. Em sua morte, ele foi substituído por seu filho Raul de Gael, que foi um dos líderes de uma rebelião contra Guilherme, conhecida como a Revolta dos Condes, em 1075. Com o fracasso desta revolta Raul fugiu para suas terras na Bretanha e nenhum sucessor foi designado (embora muitas das posses de Raul passaram para o grande magnata bretão Alano, o Vermelho). Condados posteriores criados na região eram em menor escala. Isso estava de acordo com a evolução no resto do país. Considerando que, em meados do século XI a Inglaterra tinha sido administrada através de um punhado de grandes condados que cobriam todo o país, sob os reis normandos os condados logo foram reduzidos a unidades que cobrem apenas um único condado, encontrado apenas em algumas partes do reino, e em pouco tempo eles haviam se tornado essencialmente títulos honoríficos, em vez de posições de poder governamental real.

## Lista de anciões e condes
| Anciões ingleses da Ânglia Oriental | Anciões ingleses da Ânglia Oriental | Anciões ingleses da Ânglia Oriental | Anciões ingleses da Ânglia Oriental | Anciões ingleses da Ânglia Oriental |
| De                                  | Até                                 | Incumbente                          | Fonte(s)                            | Notas                               |
| ----------------------------------- | ----------------------------------- | ----------------------------------- | ----------------------------------- | ----------------------------------- |
| 930                                 | 931                                 | Alfredo                             | [ 6 ]                               |                                     |
| 932                                 | 956                                 | Atelstano, o Meio-Rei               | [ 6 ]                               |                                     |
| 957                                 | 962                                 | Atelvaldo                           | [ 6 ]                               |                                     |
| 962                                 | 992                                 | Atelvino                            | [ 6 ]                               |                                     |
| 993                                 | 1002                                | Leofsige                            | [ 6 ]                               |                                     |

| condes dinamarqueses da Ânglia Oriental | condes dinamarqueses da Ânglia Oriental | condes dinamarqueses da Ânglia Oriental | condes dinamarqueses da Ânglia Oriental | condes dinamarqueses da Ânglia Oriental |
| De                                      | Até                                     | Incumbente                              | fonte(s)                                | Notas                                   |
| --------------------------------------- | --------------------------------------- | --------------------------------------- | --------------------------------------- | --------------------------------------- |
| 1017                                    | 1021                                    | Thorkell, o Alto                        | [ 6 ]                                   |                                         |
| ? c. 1026                               | 1044 ou 1045                            | Osgod Clapa *                           | [ 6 ]                                   | * Incerto                               |

| Condes ingleses da Ânglia Oriental | Condes ingleses da Ânglia Oriental | Condes ingleses da Ânglia Oriental | Condes ingleses da Ânglia Oriental | Condes ingleses da Ânglia Oriental |
| De                                 | Até                                | Incumbente                         | Fonte(s)                           | Notas                              |
| ---------------------------------- | ---------------------------------- | ---------------------------------- | ---------------------------------- | ---------------------------------- |
| 1044 ou 1045                       | 1051                               | Haroldo Godwinson                  | [ 6 ]                              |                                    |
| 1051                               | 1052                               | Alfgar                             | [ 6 ]                              |                                    |
| 1052                               | 1053                               | Haroldo Godwinson                  | [ 6 ]                              |                                    |
| 1053                               | 1057                               | Alfgar                             | [ 6 ]                              |                                    |
| 1057                               | 1066                               | Girto                              | [ 6 ]                              |                                    |

| Condes normandos da Ânglia Oriental | Condes normandos da Ânglia Oriental | Condes normandos da Ânglia Oriental | Condes normandos da Ânglia Oriental | Condes normandos da Ânglia Oriental |
| De                                  | Até                                 | Incumbente                          | Fonte(s)                            | Notas                               |
| ----------------------------------- | ----------------------------------- | ----------------------------------- | ----------------------------------- | ----------------------------------- |
| 1067                                | 1069                                | Raul, o Escudeiro                   | [ 6 ]                               |                                     |
| c. 1069                             | 1075                                | Raul de Gael                        | [ 6 ]                               |                                     |